# Бетлехем Стил (футбольный клуб)
«Бе́тлехем Стил» (англ. Bethlehem Steel F.C.) — один из наиболее успешных футбольных клубов США первой половины XX века. С 1907 по 1915 годы носил название ФК «Бетлехем» (англ. Bethlehem Football Club), после чего назывался «Бетлехем Стил», когда спонсировался корпорацией Bethlehem Steel. Играл свои домашние матчи сначала на «Ист-Энд Филд», позднее на «Бетлехем Стил Атлетик Филд» в Бетлехеме, штат Пенсильвания, в долине Лихай.

## История
Футбольный клуб «Бетлехем» провёл свой первый официальный матч 17 ноября 1907 года, проиграв «Уэст Хадсон Эй Эй», в то время являвшемуся одним из лучших профессиональных клубов в стране, со счётом 11:2. В 1913 году сталелитейная компания Bethlehem Steel построила «Бетлехем Стил Атлетик Филд», первый в стране футбольный стадион. В 1914 году Чарльз Шваб, владелец Bethlehem Steel, сделал клуб профессиональным, используя своё благосостояние для привлечения нескольких сильнейших игроков, и переименовал в «Бетлехем Стил». В конечном итоге Шваб начнёт приглашать игроков из Шотландии и Англии. С 1911 по 1915 годы клуб входил в любительскую Союзную американскую футбольную ассоциацию, затем перешёл в Американскую футбольную лигу Филадельфии, ещё одну любительскую лигу, на сезон 1915—1916 годов. В сезоне 1916—1917 годов «Бетлехем Стил» не был связан с какой-либо лигой, играя только в выставочных или кубковых матчах. В 1917 году клуб вступил в профессиональную Национальную лигу футбола ассоциации. В 1921 году несколько клубов из NAFBL и других региональных лиг объединились, чтобы сформировать Американскую футбольную лигу. Хотя «Бетлехем Стил» был одной из сильнейших команд того времени, владельцы решили распустить клуб, перевезя игроков и руководство в Филадельфию, где был образован «Филадельфия Филд Клаб». Несмотря на то что «Филадельфия» выиграла первый чемпионат ASL, клуб испытывал финансовые проблемы и не пользовался широкой поддержкой болельщиков. На следующий год владельцы перевезли клуб обратно в Бетлехем, вернув ему прежнее название. В 1925 году «Бетлехем Стил» и остальные члены ASL бойкотировали Национальный кубок вызова. Хотя это создало некоторый конфликт с Футбольной ассоциацией Соединённых Штатов, никаких серьёзных последствий не возникло. Однако, в 1928 году ASL снова бойкотировала Кубок вызова. Когда «Бетлехем Стил» решил проигнорировать бойкот, лига исключила его. Под руководством USFA «Бетлехем Стил» и два других изгнанных клуба объединились с клубами из Футбольной ассоциации юга штата Нью-Йорк, чтобы создать Восточную футбольную лигу. Эти действия, являвшиеся частью «футбольных войн» 1928—1929 годов, наряду с Великой депрессией нанесли финансовый ущерб ASL, ESL и «Бетлехем Стил». В то время как «Бетлехем Стил» возвратился в ASL в 1929 году, ущерб был нанесён, и клуб прекратил существование после весеннего сезона 1930 года.
В феврале 2013 года клуб MLS «Филадельфия Юнион» представил третью униформу, которая в дань уважения включала логотип «Бетлехем Стил».
В 2015 году «Филадельфия Юнион» создал фарм-клуб в USL в долине Лихай, который по результату голосования среди болельщиков получил название «Бетлехем Стил». После сезона 2018 года фарм-клуб переехал на стадион материнского клуба «Тален Энерджи Стэдиум» в Честере, а после сезона 2019 года был переименован в «Филадельфия Юнион II».

## Статистика выступлений

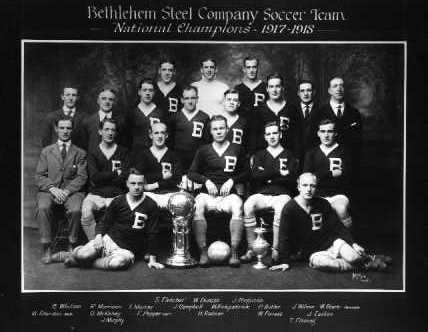
Команда, выигравшая национальный титул в сезоне 1917/18

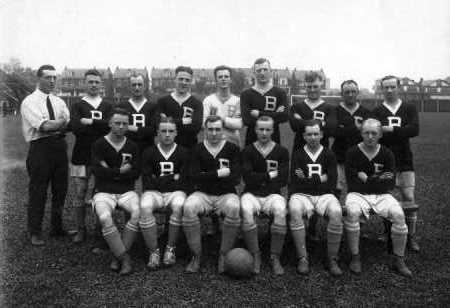
«Бетлехем Стил» в июле 1921 года

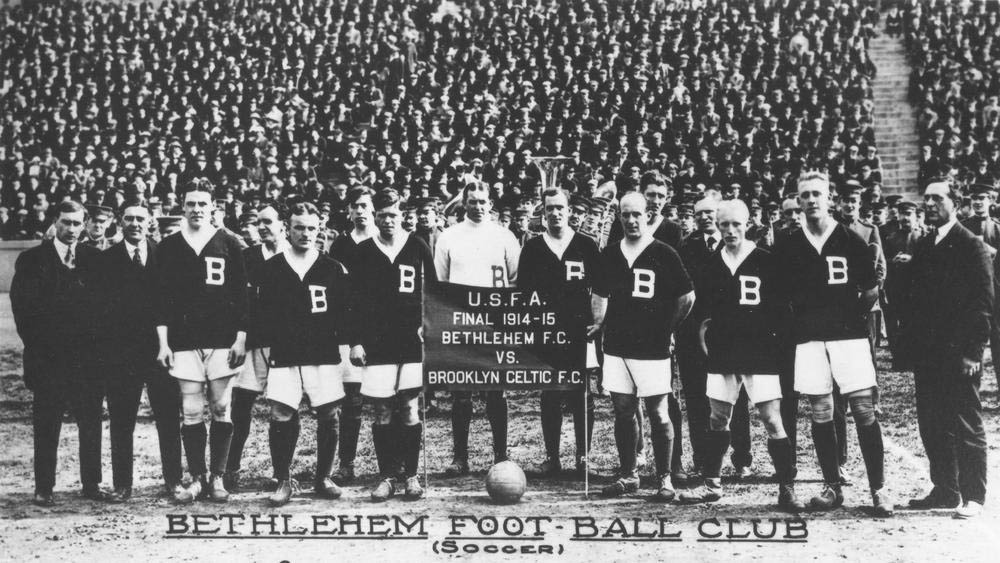
«Бетлехем Стил» перед финальным матчем сезона 1914/15 против «»

| Сезон   | Дивизион                | Лига                    | Регулярный чемпионат                   | Плей-офф                | Кубок вызова            | Американский кубок      |
| ------- | ----------------------- | ----------------------- | -------------------------------------- | ----------------------- | ----------------------- | ----------------------- |
| 1911/12 |                         | AAFBA                   |                                        | финал                   |                         | не участвовал           |
| 1912/13 |                         | AAFBA                   | 1-е                                    | чемпион (без плей-офф)  |                         | не участвовал           |
| 1913/14 |                         | AAFBA                   | 1-е                                    | чемпион (без плей-офф)  | третий раунд            | чемпион                 |
| 1914/15 |                         | AAFBA                   | 1-е                                    | чемпион (без плей-офф)  | чемпион                 | полуфинал               |
| 1915/16 |                         | ALP                     | 2-е                                    | без плей-офф            | чемпион                 | чемпион                 |
| 1916/17 |                         |                         |                                        |                         | финал                   | чемпион                 |
| 1917/18 |                         | NAFBL                   | 2-е                                    | без плей-офф            | чемпион                 | чемпион                 |
| 1918/19 |                         | NAFBL                   | 1-е                                    | чемпион (без плей-офф)  | чемпион                 | чемпион                 |
| 1919/20 |                         | NAFBL                   | 1-е                                    | чемпион (без плей-офф)  | четвертьфинал           | финал                   |
| 1920/21 |                         | NAFBL                   | 1-е                                    | чемпион (без плей-офф)  | второй раунд            | полуфинал               |
| 1921/22 | «Филадельфия Филд Клаб» | «Филадельфия Филд Клаб» | «Филадельфия Филд Клаб»                | «Филадельфия Филд Клаб» | «Филадельфия Филд Клаб» | «Филадельфия Филд Клаб» |
| 1922/23 | 1                       | ASL                     | 2-е                                    | без плей-офф            | третий паунд            | второй раунд            |
| 1923/24 | 1                       | ASL                     | 2-е                                    | без плей-офф            | полуфинал               | чемпион                 |
| 1924/25 | 1                       | ASL                     | 2-е                                    | без плей-офф            | не участвовал           |                         |
| 1925/26 | 1                       | ASL                     | 4-е                                    | без плей-офф            | чемпион                 |                         |
| 1926/27 | 1                       | ASL                     | 1-е                                    | чемпион (без плей-офф)  | полуфинал               |                         |
| 1927/28 | 1                       | ASL                     | 2-е (1-я половина); 4-е (2-я половина) | полуфинал               | первый раунд            |                         |
| 1928/29 | 1                       | ASL                     | снялся после 6 матчей                  |                         |                         |                         |
| 1928/29 |                         | ESL                     | 1-е                                    | чемпион (без плей-офф)  | четвертьфинал           |                         |
| 1929    |                         | ESL                     | 1-е                                    | чемпион (без плей-офф)  |                         |                         |
| 1930    | 1                       | ACL (ASL)               | 7-е (весна)                            | без плей-офф            | полуфинал               |                         |

## Достижения
- Чемпион лиги (9): 1912/13, 1913/14, 1914/15, 1918/19, 1919/20, 1920/21, 1926/27, 1928/29, осень 1929
- Обладатель Национального кубка вызова (5): 1915, 1916, 1918, 1919, 1926
- Обладатель Американского кубка[англ.] (6): 1914, 1916, 1917, 1918, 1919, 1924
- Обладатель Кубка Льюиса[англ.] (1): 1928
- Обладатель Allied Amateur Cup (1): 1914

## Главные тренеры
- Харри Тренд: 1909
- Карпентер: 1913
- Уильям Шеридан: ?—1924
- Джимми Истон: 1924—?
- Уильям Шеридан: 1930